# La Divina Comèdia

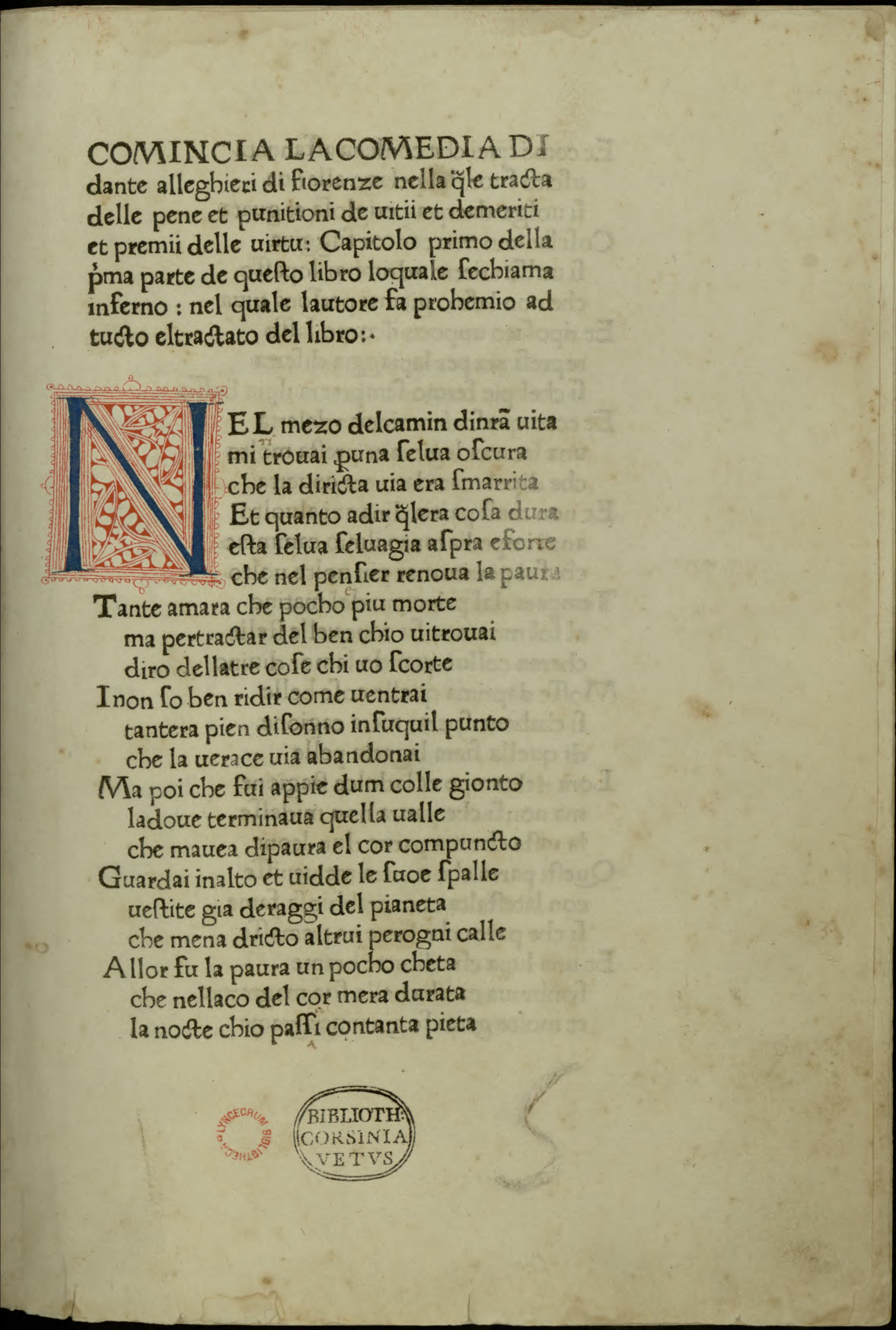
Comincia la Comedia, 1472

La Divina Comèdia (en italià originalment Commedia i rebatejada després com a Divina Commedia per Boccaccio) és l'obra més important de Dante Alighieri i una de les més rellevants de la literatura italiana i universal. Va ser escrita entre els anys 1308 i 1320.
És un poema medieval que descriu l'estructura de l'altre món segons la concepció de l'època. Així, té tres parts: «Infern», «Purgatori» i «Paradís». Cada part consta de 33 cants escrits en tercets encadenats hendecasíl·labs, i un cant inaugural fa d'introducció i completa el nombre cent.
L'obra narra el pelegrinatge de l'autor pels tres mons després de perdre's en un bosc. Durant el seu viatge a través de l'infern i el purgatori, el poeta Virgili és el guia del Dant. Com que per la seva condició de pagà l'entrada al paradís li és vetada, en el tercer llibre el poeta viatja acompanyat de Beatriu, una jove que Dant havia estimat en la seva joventut.
La primera traducció al català és la d'Andreu Febrer, en versos decasíl·labs, enllestida l’any 1429  i reeditada en una edició crítica preparada per la filòloga Annamaria Gallina en sis volums per Editorial Barcino (1989-1995). Entre les versions modernes d'aquesta obra al català, en destaquen les traduccions de Josep Maria de Sagarra (en vers rimat, 1935-36), reeditada per Quaderns Crema, i de Joan Francesc Mira (en vers lliure, 2000), publicada per Edicions Proa.

## Característiques generals
L'obra va ser escrita en dialecte toscà, matriu de l'italià actual, i no en llatí com era típic a l'època. Alighieri va ser un dels primers a l'edat mitjana a tractar temes seriosos en llengua vernacla, l'ús de la qual ja havia defensat en una obra anterior, el Convivio (1304-1307). Els versos de la Comèdia són hendecasíl·labs i concordants en terza rima.
El poema èpic s'estructura al voltant del tres, nombre clau per al cristianisme perquè simbolitza la Santíssima Trinitat. Així, a part del nombre de parts i cants, apareixen tres personatges principals: el mateix Dant, protagonista que viatja a l'altre món; Virgili, que li fa de guia als primers mons, i la seva estimada Beatriu, que l'ajuda a culminar el trajecte iniciàtic.
El títol de comèdia ve de les prescripcions d'Aristòtil a la Poètica, on assegurava que les comèdies eren les obres de final feliç (el Dant acaba al cel amb el seu amor), en contraposició a la tragèdia. L'adjectiu divina li va ser afegit més tard, al segle xiv, per Giovanni Boccaccio.
Tota l'obra està basada en l'al·legoria, que permet diversos nivells de lectura com manava el cànon de l'estudi de la Bíblia. Com a curiositat, cada part acaba amb la paraula «estrelles».
L'ètica que presideix l'obra està molt influïda per Tomàs d'Aquino. La majoria de pecats venen per l'excés i la pena és proporcional. L'objectiu final de l'obra és la reflexió moral.

## L'infern
L'infern és un con invertit que va causar Satan (Llucifer) amb la seva caiguda del cel. Es divideix en nou cercles, segons la gravetat dels pecats comesos. Els càstigs que reben els condemnats estan descrits d'una manera molt gràfica. Apareixen famosos de l'època i altres de ficció que narren la seva història. Es barregen elements de la mitologia clàssica (específicament l'Eneida de Virgili) amb els eixos de la doctrina cristiana i la iconografia popular.
A la porta de l'infern hi ha una inscripció que diu: "Per mi aniràs a la ciutat sofrent, per mi aniràs cap a l'etern dolor, per mi aniràs amb la perduda gent. La justícia mogué el meu alt factor: va fer-me la divina potestat, la summa saviesa, el primer amor. Abans de mi res no va ser creat que etern no fos, i duro eternament. Deixeu tota esperança els que heu entrat!".
El primer cercle són els llimbs, on es troben els no batejats però virtuosos. El càstig és la no possessió de Déu. El segon cercle és el de la luxúria (on destaca la història de Francesca i Paolo, ja un tòpic de la literatura). El tercer és el de la gola; el quart el de l'avarícia i el cinquè el de la ira.
A partir d'aquí es produeix un agreujament de les penes, ja que els pecats no són només per falta de contenció com els primers. Al sisè cercle es troben els acusats d'heretgia i al setè els violents, un cercle molt ampli amb diversos graus de càstigs.
A la tercera part de l'infern (un altre cop el tres) només s'arriba travessant per sobre d'un monstre. Allà es troba el vuitè cercle, el dels fraudulents, que inclou seductors, falsos profetes, bruixes i aduladors. També és un cercle que ocupa diversos cants i potser és un dels més polítics. El novè cercle és el dels traïdors, que inclou personatges de la història bíblica com Caín o Judes Iscariot, entre d'altres. Allà s'hi troba Satan, un monstre amb tres caps.

## El purgatori
Després de travessar l'infern, Virgili i el Dant passen al purgatori, que té forma de muntanya i és simètric a l'infern però en direcció inversa (les teories expliquen que el cim es va formar justament amb la terra desplaçada per la caiguda de Llucifer). Les ànimes van pujant graons a mesura que redimeixen les seves faltes, per tant regna l'esperança. Molts autors venerats pel Dant es troben en aquesta part.
Els pecats es corresponen als tradicionals de l'església (anomenats pecats capitals). Al final es troba un jardí (identificat amb l'Edèn) on Virgili s'ha d'acomiadar del Dant, perquè com que és pagà no pot accedir al paradís. El seu paper de guia l'agafa Beatriu, la dona perfecta.

## El paradís
El paradís té una estructura tan complexa com l'infern i també s'hi barregen les imatges grecollatines amb les sorgides de la religiositat popular. El Dant i Beatriu ascendeixen per les nou esferes del cel, identificades amb els planetes, el sol i la lluna. A la darrera es troben amb els àngels. Cal destacar l'intent d'harmonitzar les descripcions de la teologia i de la cosmologia.
Al final s'accedeix al Cel pròpiament dit, que no té dimensió física però que equival a la metàfora de la rosa. Al centre hi ha Déu mateix. Amb la seva visió, el Dant es desmaia i desperta un altre cop a la Terra, decidit a obrar bé per assolir la gràcia que ha contemplat i evitar els càstigs infernals. Per tant, se subratlla el propòsit moral de l'obra.

## Comtes de Barcelona aLa Divina Comèdia
Al llarg de tota la Divina Comèdia, Dante Alighieri va situant personatges famosos de totes les èpoques en els diversos espais, Infern, Purgatori o Paradís, segons les seves simpaties particulars.
Els comtes de Barcelona del moment formen part de la llista dels referenciats.
Alighieri pertanyia al partit dels güelfs, oposat als gibel·lins pels quals es decantava lògicament Pere II, com a espòs que era de Constança de Sicília. I, malgrat tot, el poeta va tenir la deferència de reconèixer el prestigi i la fama positiva que el monarca català va gaudir, en general, a la seva època. El situa a l’Antepurgatori, a la vall on han de restar, per un període igual al de llurs vides, aquells governants que van dependre en excés de la glòria mundana.
No només això: li dedica un dels versos més cèlebres de l’obra: «D’ogni valor portò cinta la corda».
En entrar en aquest espai —la valletta amena—, guiats pel trobador occità Sordello, Dante i Virgili descobreixen l’ànima de Pere el Gran asseguda en un prat d’herba i flors, cantant el Salve Regina amb les d'altres personatges contemporanis. En la traducció de Josep Mª de Sagarra, la famosa tercina del cant VII del Purgatori fa així: 
«Aquell que va al compàs, i és tan membrut, 
cantant amb l’altre ben servit de nas, 
portà en el seu cinyell tota virtut.»
L’historiador Ferran Soldevila, que va dedicar una biografia a Pere el Gran i al seu fill Alfons el Liberal, en la que en repassava la «fortuna literària», indica la identitat dels personatges: el del nas gros és Carles I d’Anjou, rival del monarca català per la corona de Sicília. Pere II és el del cinyell virtuós, com s'encarrega de precisar el mateix Dante uns versos després.
Tot seguit el poeta es refereix als hereus de Pere II: al primogènit, Alfons II el Liberal, l’ànima del qual està asseguda darrera de la del seu pare, i del que es plany que no hagi regnat durant més temps. Finalment, blasma l’aptitud com a governants dels altres hereus que, per aquells temps, regien la corona catalanoaragonesa (Jaume II el Just) i la de Sicília (l’infant Frederic d’Aragó), respectivament.
«Iacomo e Federigo hanno i reami
del retaggio miglior nessun possiede.»

## Traduccions al català
- Andreu Febrer (en vers, enllestida l’any 1429. Reeditada en una edició crítica preparada per la filòloga Annamaria Gallina en sis volums, 1989-1995)[3]
- Antoni Bulbena i Tusell (en prosa / parcial,1908)
- Narcís Verdaguer i Callís (en vers no rimat / Infern i Purgatori, 1921, ed. pòstuma)
- Llorenç Balanzó i Pons (en vers i en prosa, 1923-1924)
- Josep Maria de Sagarra (en vers rimat, 1935-1936)[5]
- Joan Francesc Mira (en vers lliure, 2000)[7]

## Influència posterior
La influència de la Comèdia ha estat enorme, essent una de les més riques en al·lusions posteriors. Aquí es citen algunes de les obres directament inspirades pel llibre, especialment per la primera part:
- Honoré de Balzac va titular el seu cicle de novel·les La Comèdia humana en referència a Dant
- Els Cants, d'Ezra Pound
- Under the Volcano, novel·la de Malcolm Lowry
- Inferno, de Peter Weiss
- Simfonia Dante, de Franz Liszt
- Gianni Schicchi, òpera còmica de Giacomo Puccini
- The Divine Comedy, grup musical
- Les portes de l'infern, d'Auguste Rodin
- Il·lustracions de l'obra de William Blake i Gustave Doré
- Mickey's Inferno, adaptació amb personatges de Disney de Guido Martina
- The Sandman, de Neil Gaiman
- Dante's Inferno, film que ha inspirat una saga de videojocs
- Palacio Barolo, un edifici de Buenos Aires que segueix l'estructura de l'obra
- Purgatori, de Joan Francesc Mira
- Marx's Inferno, de William Clare Roberts